# Classème
En lexicologie, un classème est une classe de lexèmes. Par exemple, on distingue les lexèmes en animé/inanimé ou masculin/féminin. La catégorie animé est un classème (le terme catégorie étant trop général).
Le classème constitue donc un ensemble de sèmes considérés comme génériques (masculin, neutre, féminin, etc.).